# نيو بريمن (نيويورك)
نيو بريمن (بالإنجليزية: New Bremen, New York)‏ هي بلدة أمريكية تقع في الولايات المتحدة في مقاطعة لويس، نيويورك. يقدر عدد سكانها بـ 2,706 نسمة ومساحتها 144.4 كم2 وترتفع عن سطح البحر 280 متر.